# Gol (fizică)
În teoria cuantică a corpurilor solide, prin gol se subînțelege lipsa unui electron. Se manifestă într-un corp solid, în speță, în semiconductor. Este analog pozitronului din teoria cuantică relativistă, introdus de Paul Dirac. Interacțiuneaa electronilor cu goluri se manifestă de asemenea în multe privințe în mod analog, prin anihilări, recombinare, sau prin formarea de sisteme legate.